# У регистратури
„У регистратури“ је роман хрватског књижевника Анта Ковачића. Oбјављиван је у наставцима током 1888. у часопису „Вијенац”, а као целовиту књигу објавила га је Матица хрватска 1911. У њему се приповеда о младом и надареном сељаку Ивици Кичмановићу, који одлази из села у град, желећи да настави са својим школовањем. Међутим, нове околности у граду проузрокују његов морални пад. Са становишта историјске периодизације, роман припада епоси реализма, а садржи и натуралистичке и романтичарске елементе.
Данас се уз Шеноину „Сељачку буну” сматра најзначајнијим романом хрватске књижевности XIX века.. Дело је постало веома популарно још у Ковачићево доба, а додатну популаризацију у XX. веку му је омогућила истоимена ТВ серија из 1976. године, у којој је Ивицу Кичмановића тумачио Раде Шербеџија.

## Радња и композиција
Композиција овог романа је прстенаста. Радња почиње и завршава се у садашњем времену, а средишњи и главни део представља ретроспекцију догађаја из живота главног протагонисте Ивице Кичмановића. На почетку романа фасцикле у регистраторовој канцеларији персонификоване су и разговарају, што је мотивисано алкохолисаношћу регистратора Ивице Кичмановића. Затим је глас приповедача препуштен протагонисти.
Ивица Кичмановић рођен је у сиромашној сеоској породици Јожице Кичмановића, званог Згубидан. Присутан је контраст у ставу према школовању Згубидана и његовог првог суседа, Каноника. Јожица Кичмановић са пуно наде шаље свог сина у град на школовање, док је Каноник врло негативно оријентисан и према школи и према граду, те своје синове неће слати на даље школовање, које је, по његовим речима, „антикрстова наука”. Опозиција село-град биће велика тема романа У регистратури, јер он приказује пропадање јунака са преласком из села у град.
Згубиданов рођак Жорж помаже Ивици да пронађе смештај код Мецене, чији је он слуга. Код Мецене Ивица упознаје лепу, али злу девојку Лауру, са којом ће спознати телесну љубав, а за коју ће се испоставити да је ванбрачна Меценина ћерка. Наиме, Мецена је силовао врло лепу и честиту жену Дорицу. Дорица је била тек удата за ваљаног сељака Мату, коме је Мецена намерно потурио неку украдену живину и наредио његово хапшење, те је тиме намамио Дорицу да дође и затражи од њега помоћ. Тада ју је он силовао, а када је њен муж сазнао од ње шта се догодило, запалио је њихову кућу и напустио ју је. Дорица је у пожару изгубила пређашњу лепоту и постала је сиротица и просјакиња скренуте памети. Родила је Лауру, али је њу одгајила нека друга породица. Нечистом крвљу разузданог Мецене и силовањем Дорице биолошки је мотивисана нечиста крв и понашање Лауриног лика.
Када Ивица оде кући да посети болесну мајку, Мецена се разболи, а Лаура га, и не знајући да јој је отац, кришом трује и убија. Жорж је у паници због његове смрти, те случајно испушта свећу, што доводи до пожара, у коме је Меценино тело у потпуности изгорело. Лаура је украла Меценин новац, након чега одлази код неке старице и међу Мецениним новцем и папирима проналази доказ о свом пореклу.
Након тога Лаура ванбрачно живи са Канониковим сином Михом. Михо се удружује са њеним некадашњим другом из детињства Феркоњом. Миха подмукло убијају Лаура и Феркоња. Лаура ће удружено чинити злочине са Феркоњом неко време, а онда ће убити и њега, преваривши га да иду у некакву јаму, у којој је Михо сакрио благо, где ће га гурнути.
Ивица Кичмановић у међувремену гради идиличну љубавну везу са Аницом, Канониковом ћерком и својом некадашњом сусетком. Ипак, Лаура на дан њиховог венчања долази и чини прави покољ, у коме ће Ивица изгубити све своје: мајку, оца, суседа Каноника и Аницу, која је пронађена тек неколико дана по свадби, мртва и са одсеченим дојкама. О овој несуђеној свадби дуго се причало као о „крвавој свадби”. Лаура је била осуђена на смрт, а говорило се да при стрељању из ње није потекла ни кап крви, као и да ју је некаква тајанствена рука ископала и изнела из гроба.
Ивица Кичмановић је остатак живота провео посветивши се послу, у самоћи, повучен и разочаран. Годинама је проучавао списе о Лауриним злочинствима и својој крвавој свадби. Последњих година живота занемаривао је посао регистра и одао се алкохолу. У растројству је и полио своје фасцикле алкохолом и запалио и њих и себе. Роман се завршава готово језивим пејзажом опустелих брда Згубидана и Каноника.